# William Beardmore and Company
William Beardmore and Company – dawny brytyjski koncern skupiający stalownie, spółki branży stoczniowej, maszynowej, kolejowej, motoryzacyjnej i lotniczej. Przed I wojną światową zaliczany był do największych brytyjskich przedsiębiorstw. 
Koncern powstał na bazie zakładów przemysłu stoczniowego Reoch Brothers & Co oraz Robert Napier & Sons. Na przełomie XIX i XX wieku specjalizowano się w budowie okrętów wojennych i tankowców. Potem budowano motocykle, lokomotywy, samochody osobowe oraz samoloty. Dział motoryzacyjny wyodrębniono w osobną spółkę Beardmore Motors Ltd., a najbardziej znane były taksówki tej marki.
Wskutek powojennego kryzysu gospodarczego, błędów w zarządzaniu oraz znacznemu zadłużeniu koncern został na początku lat dwudziestych postawiony w stan upadłości. Zakłady i spółki będące w jego posiadaniu zostały wykupione w trakcie postępowania upadłościowego, a majątek podzielony między wierzycieli.